# びわこ空港
座標: 北緯35度1分53.16秒 東経136度12分44.37秒 / 北緯35.0314333度 東経136.2123250度

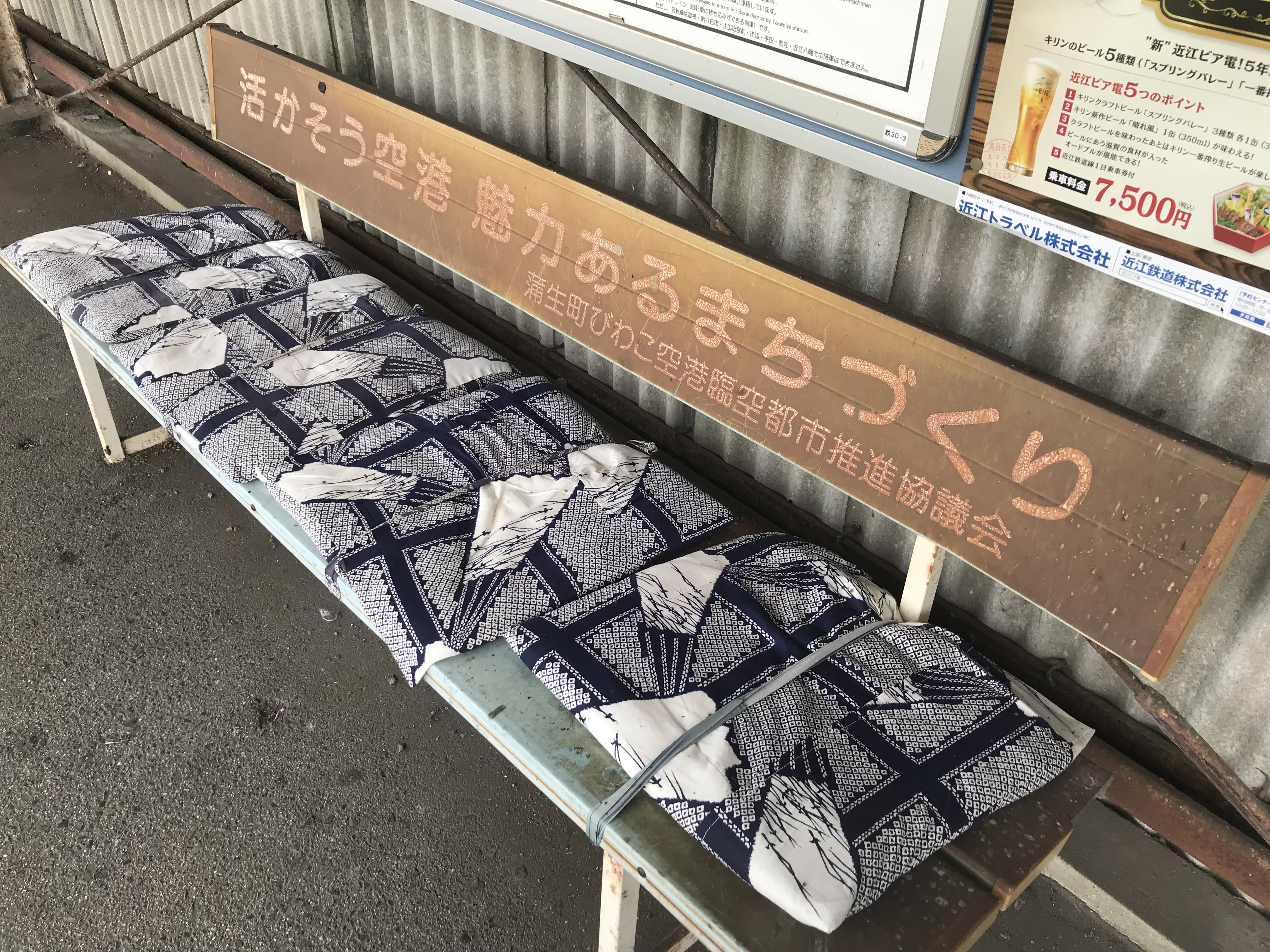
近江鉄道本線朝日大塚駅のベンチに残るびわこ空港建設推進の標語（2024年6月撮影）

びわこ空港（びわこくうこう）は、滋賀県蒲生郡蒲生町綺田（現東近江市綺田町）と日野町野出に建設が計画されていた空港。滋賀県が設置・管理する第3種空港として計画されていた。

## 概要
約180ヘクタールの土地に約2000メートルの滑走路を整備する計画で、国際定期便の運行も視野に入れて2005年度の開港を目指していた。概算事業費は約1580億円（うち空港建設費は約470億円）。需要予測は、開港時は4路線1日13往復の運航で年間利用76万人、開港10年後は6路線1日18往復の運航で年間利用125万人としていた。
1988年に滋賀県臨時議会でびわこ空港建設予定地を蒲生・日野地区に決定。1992年に国の第6次空港整備計画に予定事業として採択され、1996年には第7次空港整備7カ年計画に組み入れられた。しかし、地権者集落との交渉が難航したため、2000年に國松善次知事が事実上の凍結を表明、第7次空港整備計画期間内での空港設置許可申請を断念した。2013年に嘉田由紀子知事が正式に中止を決めた。
びわこ空港へのアクセス道路としてびわこ空港自動車道が計画されていたが、空港計画見直しに伴い名神名阪連絡道路として計画が変更された。